# Bronisław Dembowski
Bronisław Dembowski (Komorowo, 1927. október 2. – Włocławek, 2019. november 16.) a Włocławeki egyházmegye megyéspüspöke.

## Élete
Bronisław Dembowski Lengyelországban született, pappá 1953-ban szentelték fel. A lengyel Włocławeki egyházmegye megyéspüspökeként szolgált 1992-től 2003-ig.

## Fordítás
- Ez a szócikk részben vagy egészben  a   Bronisław Dembowski című angol Wikipédia-szócikk fordításán alapul.  Az eredeti cikk szerkesztőit annak laptörténete sorolja fel. Ez a jelzés csupán a megfogalmazás eredetét és a szerzői jogokat jelzi, nem szolgál a cikkben szereplő információk forrásmegjelöléseként.